# Waiofar av Akvitanien
Waiofar av Akvitanien, död 768, var regerande hertig av Akvitanien mellan 745 och 768.